# Танпура
Танпура, тамбура, тампу́ра — индийский струнный щипковый музыкальный инструмент, используется для создания фонового аккомпанемента (бурдона) при исполнении раги. По конструкции и звучанию похожа на ситар, но не имеет ладов (струны звучат только в открытом состоянии).
Тамбура обычно имеет 4 струны (хотя есть варианты с 5, 6 и более струнами), три из которых настроены на суру Са верхней октавы, а настрой четвёртой зависит от исполняемой раги.
Тамбуры различаются по размерам, высоте и громкости звучания (для мужчин и женщин).